# Belagerung von Landau (1702)
Carpi – Chiari – Cremona – Kaiserswerth – Landau – Luzzara   – Santa Marta – Cádiz – Friedlingen – Vigo – Schmidmühlen – Bonn – Krottensee – Ekeren – Höchstädt – Speyerbach – Schellenberg – Gibraltar – Höchstädt – Vélez-Málaga – Marbella – Cassano – Barcelona – Sendlinger Mordweihnacht – Aidenbach – Calcinato – Ramillies – Turin – Castiglione – Santa Cruz de Tenerife – Almansa – Kap Béveziers – Toulon – Lizard Point – Lille – Oudenaarde – Gent – Malplaquet – Mons – Almenar – Saragossa – Syrakus – Villaviciosa – Rio de Janeiro – Denain – Landau – Barcelona

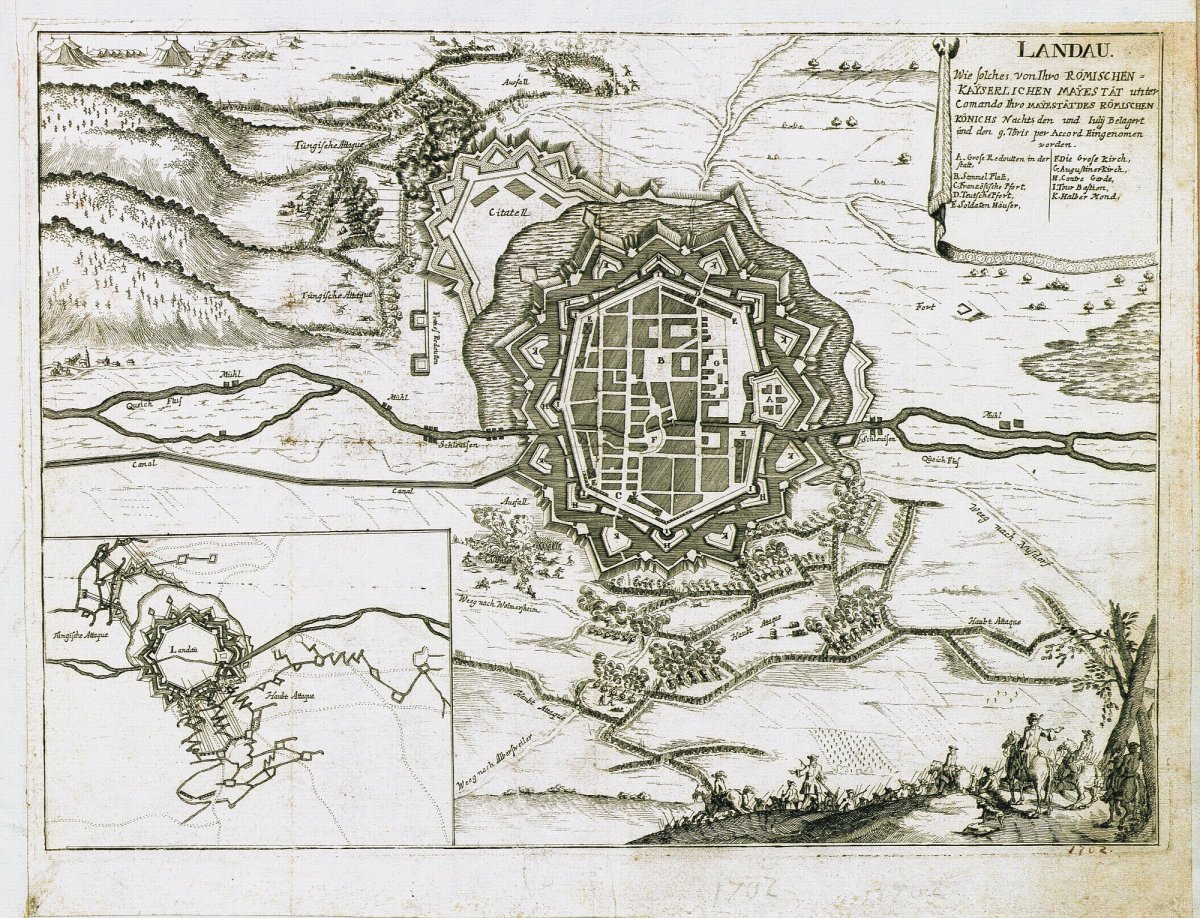
Kupferstich mit Draufsicht auf die Festung Landau, während der Belagerung von Landau im Jahr 1702
Originalbeschreibung:
Landau wie solches von Ihro Römischen Kayserlichen Mayestät unter Comando Ihro Mayestät des Römischen Könichs nachts den und Iuly Belagert und den 9.9. per Accord Eingenomen worden

Die Belagerung von Landau fand vom 16. Juni bis 12. September 1702 während des Spanischen Erbfolgekriegs statt. Ein kaiserliches Heer unter der Führung von Ludwig Wilhelm, Markgraf von Baden-Baden, nahm die Festung Landau ein, die seit dem Vertrag von Rijswijk (1697) völkerrechtlich zum Königreich Frankreich gehörte, und deren Garnison unter dem Kommando des Comte de Mélac gehalten wurde.
Die ersten Kriegshandlungen des Erbfolgekrieges hatten sich 1701 auf Norditalien konzentriert, aber schon im folgenden Jahr begannen die militärischen Aktivitäten in der Kurpfalz: Ludwig von Baden und ein kaiserliches Heer überquerten den Rhein bei Speyer und zogen nach Süden, um Landau in der Pfalz zu erobern. Da er nicht gewillt war, seine stärkeren Gegner herauszufordern, beobachtete Nicolas de Catinat mit seiner französischen Armee aus der Ferne, wie die Landauer Verteidigungsanlagen durch Belagerungsartillerie, Minen und Infanterieangriffe systematisch geschwächt wurden. Nachdem er eine wichtige Verteidigungsposition verloren hatte, mussten Mélac und seine Garnison kapitulieren. Zu diesem Zeitpunkt wurde das Kurfürstentum Bayern ein französischer Verbündeter, was das Kräfteverhältnis kippte und Ludwig von Baden zum Rückzug zwang. Das nächste Gefecht war die Schlacht bei Friedlingen am 14. Oktober 1702.

## Vorgeschichte
Die ehemalige Reichsstadt Landau wurde 1648 durch den Westfälischen Frieden an das Königreich Frankreich abgetreten. Unter der Leitung des französischen Militäringenieurs Sébastien Le Prestre de Vauban wurden die Befestigungsanlagen der Stadt ab dem Frühjahr 1688 drei Jahre lang vollständig erneuert. Im Jahr 1689 brannte ein Feuer drei Viertel der Stadt nieder, so dass die Franzosen die Straßen unter der Leitung von Jacques Tarade neu gestalten konnten. Im Jahr 1700 fügte Tarade das Kronwerk auf einem Hügel im Nordwesten der Stadt als zusätzlichen Schutz hinzu. Der Fluss Queich teilte Landau in einen nördlichen und einen südlichen Teil. Die achteckige Festung wurde an jeder Ecke durch eine Bastion geschützt und von einem Wassergraben umgeben. Ein ausgeklügeltes System von Schleusen ermöglichte es den Verteidigern, die Wassertiefe in den Gräben zu kontrollieren; ein Überschwemmungskessel (genannt Flaque, frz. für Pfütze) machte Angriffe von Westen, Norden und Osten, also auf zwei Drittel der Festung unmöglich. Eine einzige Brücke über die Flaque verband Landau mit dem Kronwerk.
Die ersten Kämpfe des Spanischen Erbfolgekriegs waren 1701 in Italien geführt worden, wo die kaiserliche Armee von Prinz Eugen von Savoyen die größere französische Armee von Marschall Nicolas Catinat ausmanövriert hatte, der bald darauf zur Verteidigung des Elsass versetzt worden war. Am 7. September 1701 war die Augsburger Allianz gegründet worden, um die Aggression des Königreichs Frankreich zu stoppen; der Augsburger Allianz sgehörten das Heilige Römische Reich, das Königreich England, die Republik der Vereinigten Niederlande, die Mark Brandenburg, die Kurpfalz und die meisten weiteren deutschen Staaten an. Frankreichs Verbündete hingegen waren das Herzogtum Savoyen, das Kurfürstentum Köln und das Herzogtum Mantua.
Ab Anfang 1702 traf der habsburgische Kaiser Leopold I. unter strengster Geheimhaltung die Vorbereitungen für eine am Rhein stationierte Armee, die stark genug sein sollte, um einen Feldzug gegen Frankreich zu starten. Ludwig von Baden erhielt das Kommando über die Truppen des schwäbischen, fränkischen, oberrheinischen und westfälischen Reichskreises sowie der Kurpfalz. Im April setzte er bei Speyer auf das Westufer des Rheins über und wandte sich nach Süden. Die kaiserliche Armee besetzte Weißenburg und Lauterburg, bevor sie auf Landau marschierte. Die pfälzische Armee lagerte in Lustadt, während 2.000 Mann unter dem Grafen von Leiningen Germersheim hielten. Julius Heinrich von Friesen war zunächst in Rastatt am Ostufer des Rheines stationiert; am 22. April setzte er auf das Westufer über und schloss sich Ludwigs Armee an. Am 24. April erkundete Ludwig die Festung und begann dann mit dem Bau eines verschanzten Lagers in Langenkandel für seine eigene Armee. Diese Aktivitäten gingen der Kriegserklärung am 15. Mai voraus. Tatsächlich befand sich das Heilige Römische Reich erst am 6. Oktober offiziell im Krieg. Ludwig von Baden wurde am 18. Juni zum Oberbefehlshaber aller Truppen am Rhein ernannt.

## Truppenstärken
Das kaiserliche Heer Ludwigs von Baden umfasste 25.900 Mann Infanterie und 10.920 Mann Kavallerie, die in 41 Bataillone und 71 Schwadronen organisiert waren. Der größte Teil des Heeres waren die kaiserlichen Truppen, die 8.400 Fußsoldaten und 8.000 Reiter umfasste. Die Kavallerie bestand aus je sechs Schwadronen der Kürassierregimenter Castell, Cusani, Darmstadt, Gronsfeld, Hohenzollern, Hannover und Zandt sowie des Dragonerregiments Styrum. Zur Infanterie gehörten vier Bataillone Marsiglis, zwei Bataillone Johann Karl von Thüngens und je ein Bataillon der Infanterieregimenter Baden, Bayreuth, Fürstenberg, Osnabrück und Salm. Die Pfalz stellte mit 4.800 Mann Infanterie und 800 Mann Kavallerie das zweitgrößte Kontingent; diese Soldaten waren in je drei Schwadronen des Dragonerregiment Velen und des Kürassierregiments Hofkirchen, einem Bataillon aus Ansbacher und je zwei Bataillonen der Infanterieregimenter von Iselbach, Lübeck und Sachsen-Meiningen organisiert.
Das Würzburger Kontingent zählte 3.000 Mann zu Fuß und 800 Pferde, darunter vier Schwadronen des Dragonerregiments Schad, drei Bataillone des Infanterieregiments Bibra und zwei Bataillone des Infanterieregiments Fuchs. Die schwäbischen Truppen zählten 3.500 Mann zu Fuß und 240 zu Pferd, bestehend aus zwei Schwadronen des württembergischen Dragonerregiments und je einem Bataillon der Infanterieregimenter Baden-Baden, Baden-Durlach, Fürstenberg-Mößkirch, Fürstenberg-Stühlingen und Reischach. Der Oberrheinische Kreis stellte 2.400 Mann Infanterie und 360 Mann Kavallerie, bestehend aus drei Schwadronen des Darmstädter Dragonerregiments und je zwei Bataillonen der Infanterieregimenter Buttlar und Nassau-Weilburg. Die kurmainzische Truppe zählte 2.400 Fußsoldaten und 360 Pferde, darunter drei Schwadronen des Dragonerregiments Bibra und je zwei Bataillone der Infanterieregimenter Kurmainz und Schrattenbach. Die fränkische Infanterie bestand aus 1.400 Mann, die in je einem Bataillon der Infanterieregimenter Erffa und Schnebelin organisiert waren. Außerdem verfügte das Heer über je eine Schwadron der Ansbacher, Oettinger und Württembergischen Gardekavallerie, wobei noch nicht alle verfügbaren Truppen aufgeführt sind.
Um die Belagerung gegen französische Angriffe zu schützen, stellte Ludwig 10 Bataillone und 15 Schwadronen an der Lauter unter Christian Ernst, Markgraf von Brandenburg-Bayreuth, sieben Bataillone und 12 Schwadronen in Rastatt und sieben Bataillone und acht Schwadronen am Oberrhein auf. Im Juni zählte die Armee Ludwigs 32.000 Mann zu Fuß und 14.000 Mann zu Pferd. Zu den Generalen der kaiserlichen Armee gehörten Feldmarschall Johann Karl von Thüngen, der mit Ludwig in der Schlacht bei Slankamen gekämpft hatte, Bernhard I., Herzog von Sachsen-Meiningen, Karl Alexander von Württemberg, Johann Ernst, Graf von Nassau-Weilburg, Franz Sebastian von Thürheim und Maximilian Karl Albert, Graf zu Löwenstein-Wertheim-Rochefort.
Angesichts des großen kaiserlichen Heeres zog sich die schwächere französische Armee von Marschall Catinat zurück, aber nicht ohne Landau mit zwei Bataillonen der Königlichen Artillerie zu verstärken. Landau wurde von dem 72-jährigen Generalleutnant Ezéchiel du Mas, Comte de Mélac, verteidigt, der eine Garnison von 4.095 Mann Infanterie und 240 Mann Kavallerie befehligte – und wegen seine brutalen Verwüstungen in der Pfalz im Jahr 1688 bereits berüchtigt war. Abgesehen von den Kanonieren bestand die Truppe von Mélac aus zwei Bataillonen des Infanterieregiments Nettancourt, je einem Bataillon der Infanterieregimenter Sarre, Bourbon und vom Soissonnais, zwei Schwadronen des Kavallerieregiments Forsac und der Freikompanie Mélac, die sich aus gegnerischen Deserteuren zusammensetzte. Der Stellvertreter von Mélac war Brigadier de l'Esperoux, der Befehlshaber der Infanterie war Brigadier d'Amigny, der Artillerieoffizier war du Breuil, der Ingenieur Villars und der Befehlshaber der Kavallerie war Lieutenant Colonel Colomes. Nach der Umzingelung der Festung versuchten einige Offiziere, die auf Urlaub waren, noch durch die Reihen zu schlüpfen, um sich ihren Einheiten innerhalb der Festung anzuschließen: am 18. Mai wurden Brigadier de Guesques und Oberst Colonel Nettancourt von der pfälzischen Kavallerie vor den Toren gefangen genommen. D'Amigny gelang es, sich am 16. Juni als Bauer verkleidet in die Festung zu schleichen. Während der Belagerung wurde das Regiment Nettancourt von Oberst de Gournay angeführt.

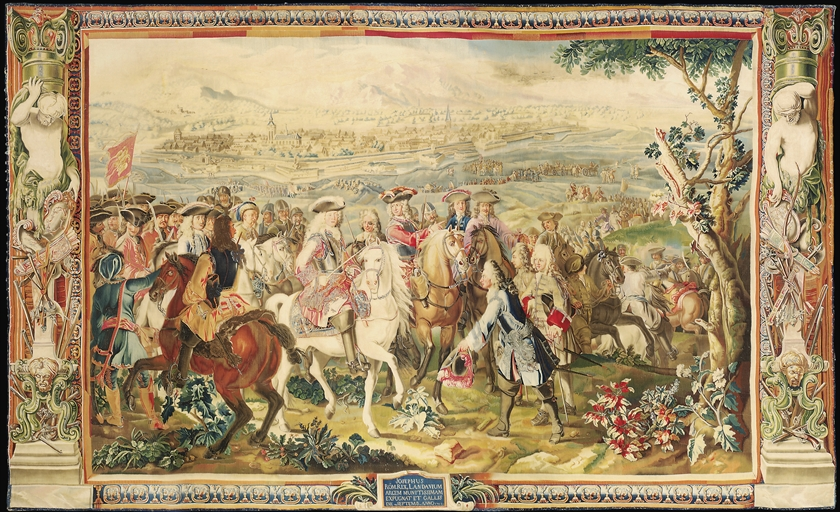
Wandteppich mit einer Szene aus dem Berlagerung von Landau von 1702

## Die Belagerung
Am 15. Juni 1702 verließ Ludwig von Baden sein Lager in Langenkandel und rückte mit seiner gesamten Armee in die Nähe von Landau vor. Er ließ seine Truppen in sechs Lagern rund um die Festung aufstellen und richtete sein Hauptquartier in Arzheim ein. Bei der Belagerung, die am 16. Mai begann, waren drei Angriffe geplant: Ludwig persönlich leitete den Hauptangriff gegen das Südtor, die Grafen von Nassau-Weilburg und Leiningen führten die pfälzischen Truppen in einem Scheinangriff gegen die Erdwerke am Queichausfluss, während Thüngen den Angriff gegen das Kronwerk befehligte. Die französischen Kanoniere, die über reichlich Munition verfügten, beschossen die kaiserlichen Schützengräben schwer und präzise. Zum Schutz der Arbeitstrupps wurden die Männer mit Helmen und Panzern ausgestattet, die von den schweren Kavalleristen entliehen wurden.
Zu Beginn der Angriffe verfügte die Armee Ludwigs über keine Belagerungsartillerie. Dennoch wurden Batteriestellungen ausgehoben und zunächst mit Feldgeschützen bewaffnet, mit denen aber nur wenig Schaden an den Festungsmauern angerichtet werden konnte. Nach Verhandlungen des Grafen Löwenstein wurde ein Belagerungszug aus schweren Geschützen gebildet, die von den Reichsstädten Augsburg, Frankfurt, Nürnberg und Ulm beigesteuert wurden. Zusätzliches Schießpulver wurde von den Städten Hanau und Darmstadt zur Verfügung gestellt. Der erste Konvoi mit 42 Halb-Kartaunen, zwei Viertel-Kartaunen und 13 Mörsern traf am 21. Juni ein. Ludwig heuerte 20 erfahrene Kanoniere aus der Pfalz und 22 weitere aus Böhmen an, mit deren Hilfe am 2. Juli die Bombardierung von Landau begann. Eine weitere Gruppe von 60 böhmischen Kanonieren traf am 7. Juli ein und einige von ihnen wurden für eine neue Batterie mit 8 Kanonen eingesetzt, die am 9. Juli in Betrieb genommen wurde. Letztendlich setzte die Armee Ludwigs 46 Mörser und 114 Kanonen ein, darunter Waffen mit einem Kaliber von 30 und 24 Pfund.
Im Schutz der Nacht führten die Franzosen Angriffe durch, um die Belagerungsgräben zu zerstören, mehrere davon wurden von Mélac persönlich geleitet. Ein französischer Ingenieuroffizier namens Rovère verkleidete sich und drang in die kaiserlichen Linien ein, wurde aber am 8. Juli entdeckt und gefangen genommen. Die zweite Parallele wurde am 21. Juni und der dritte Parallele am 16. Juli geöffnet. Mélac flutete den Graben am 26. Juli. Die drei Parallelen wurden am 2. August fertiggestellt und miteinander verbunden. Zu diesem Zeitpunkt waren die Schäden an den Festungsmauern bereits sichtbar. In der Zwischenzeit überrannten die Belagerer die Vorwerke eines nach dem anderen. In dieser Situation setzten die Franzosen verstärkt auf vergrabene Minen in den bedrohten Vorwerken. Wenn die Kaiserlichen eine solche Stellung stürmten, zündeten die Franzosen vor dem Rückzug die Lunte und hofften, dass viele Angreifer bei der anschließenden Explosion getötet oder verwundet würden. Um diese Verluste zu vermeiden, gruben die kaiserlichen Ingenieure Gegenminen.
Erzherzog Joseph, der spätere Kaiser, traf am 26. Juli mit einem Gefolge von 250 Höflingen in Landau ein, darunter Louis Thomas, Comte de Soissons, ein Verwandter Ludwigs. Der Erzherzog übernahm nominell das Kommando über die Armee, während Ludwig von Baden weiterhin alle wichtigen Entscheidungen traf. Zwei Tage später, als die kaiserliche Armee zur Inspektion des Erzherzogs aufmarschierte, glaubte Mélac, dass ein Entsatzheer unter Catinat in der Nähe sei, und bereitete sich auf die Abwehr eines Angriffs vor. Als der französische Befehlshaber schließlich erkannte, was vor sich ging, schickte Mélac eine Nachricht mit der Frage, wo sich Josephs Hauptquartier befand, um den Beschuss in dieser Richtung einzustellen. Joseph, dessen Hauptquartier sich ohnehin außerhalb der Reichweite befand, antwortete jedoch, dass der Franzose seine Pflicht tun müsse. Der Erzherzog besuchte die Belagerungslinien und richtete sogar einige der Kanonen aus – in einem Fall unterhielt er sich gerade mit einem Kanonier, als dieser von einer Kugel in die Brust getroffen wurde.
Anfang August waren die Belagerer bis auf 30 Schritte an die Palisade des Gegenwalls herangekommen. Am 6. August um 23:00 Uhr sprengte eine Mine eine Lücke in den Gegenwall. Sofort führten Thürheim, Graf Herberstein und der Comte de Soissons die Angriffskolonne in einem schweren Sturm an. Trotz des erbitterten Widerstands der Verteidiger gelang es den kaiserlichen Truppen, sich in dem gedeckten Weg festzusetzen. Im gleichen Moment stürmten einige Truppen Thüngens unter der Führung von Georg Friedrich II., Markgraf von Brandenburg-Ansbach und Prosper Ferdinand Philipp, Graf von Fürstenberg-Stühlingen das Kronwerk und konnten sich in der Gegenschanze festsetzen. Die kaiserlichen Truppen hatten 10 Offiziere und 500 Mann verloren, während die französischen Verluste etwa gleich hoch waren. Am 16. August wurde der Comte de Soissons durch eine Granate getötet.
Der französischen Garnison gingen die Kanonen- und Musketenkugeln aus, woraufhin sie damit begannen, das Blei aus allen Fenstern der Stadt zu entfernen, um Kugeln herzustellen. Mehl zum Brotbacken war reichlich vorhanden, aber der Mangel an anderen Lebensmitteln belastete die Ernährung der Männer. Um seine Soldaten bezahlen zu können, schmolz Mélac sein persönliches Tafelsilber ein. Zu diesem Zeitpunkt waren nur noch 1.800 französische Soldaten diensttauglich. Weitere 900 waren tot und 800 befanden sich im Lazarett. König Ludwig XIV. und seine Beamten drängten Catinat, Landau zu Hilfe zu kommen, aber der alte Marschall weigerte sich mit dem Argument der geringen Truppenstärke. Eine Nachricht von Catinat erreichte Mélac mit der Information, dass keine Hilfe zu erwarten sei.
Am 30. August stellte die kaiserliche Armee auf dem Glacis Batterien auf, die mit 35 Kanonen und 23 Mörsern bewaffnet waren. Diese begannen mit der Sprengung der Ravelinmauern vor ihnen und schafften es, am 8. September eine Bresche zu schlagen. Zu diesem Zeitpunkt war das Kronwerk nur noch ein Trümmerhaufen. In der Überzeugung, dass das Kronwerk und seine 800 Mann starke Garnison im Falle eines ernsthaften Angriffs der Kaiserlichen dem Untergang geweiht waren, beschloss Mélac, die Stellung aufzugeben. In der Nacht zum 5. September wurde das Kronwerk bis auf eine symbolische Truppe von 120 Mann geräumt. Da die kaiserliche Armee nicht wusste, dass das Kronwerk nur leicht gehalten wurde, traf sie umfangreiche Vorbereitungen für die Erstürmung des Ortes. Der Angriff erfolgte am 8. September, nachdem zuvor eine Mine unter dem Kronwerk zur Explosion gebracht worden war. Die wenigen Verteidiger feuerten eine Salve ab, zündeten ihre eigene Mine und zogen sich unter dem Feuer von zwei Kanonen auf die Festung zurück. Die Angreifer erlitten schwere Verluste.
Am 9. September berief Mélac einen Kriegsrat ein, in dem die Kapitulation der Festung beschlossen wurde. Am Mittag dieses Tages hisste der französische Kommandant die weiße Flagge und schickt du Breuil, um die Bedingungen auszuhandeln. Am 10. unterzeichneten Ludwig von Baden und Mélac die Kapitulationsurkunde, woraufhin Ludwig seinen Feind für seine energische Verteidigung lobte. Die überlebenden Franzosen durften unter Trommelwirbel und mit wehenden Fahnen abmarschieren. Sie erhielten freien Zugang zu den französischen Linien und durften ihre persönlichen Waffen, ihr Gepäck, zwei Mörser sowie eine 6-Pfund-, eine 12-Pfund-Kanone und zwei 24-Pfund-Kanonen behalten. Am 12. September traten die Franzosen den Rückmarsch an, begleitet von einem Bataillon Infanterie und 300 Reitern.

## Folgen
Außer der Festung konnte die kaiserliche Armee lediglich 46 Kanonen und 19 Mörser bergen; die restliche Artillerie war zerstört. Eine kaiserliche Garnison von sechs Bataillonen unter Graf Friesen wurde in Landau stationiert. Erzherzog Joseph und seine Frau besichtigten am 17. September die Stadt, bevor sie nach Wien zurückkehrten. Die Stadt Landau und deren Bevölkerung hatten schwer gelitten. Viele Häuser waren zerstört, und die Kaufleute hatten die Soldaten ohne Gegenleistung versorgt. Im September trat Kurbayern als Verbündeter Frankreichs in den Krieg ein und eroberte Ulm. Ludwig von Baden hatte gehofft, das Elsass zu erobern, setzte jedoch stattdessen an das Ostufer des Rheins über, um die kaiserlichen Staaten in Süddeutschland zu schützen. Catinat übergab Claude-Louis-Hector de Villars eine kleine Armee und schickte ihn an das Ostufer. Am 14. Oktober 1702 besiegte Villars Ludwig in der Schlacht bei Friedlingen.
1703 verschlechterte sich die kaiserliche Stellung erheblich aufgrund finanzieller Misswirtschaft und durch den Bankrott der Finanzier Samuel Oppenheimer. Ludwig von Baden beschwerte sich über die unzureichende Bezahlung seiner Truppen, konnte das Problem jedoch nicht lösen. In der Zwischenzeit verjagte Villars' Armee von kaiserlichen Truppen aus dem Breisgau und eroberte am 9. März 1703 Kehl. Camille d’Hostun marschierte mit einer weiteren Armee von der Mosel heran, um sich Villars anzuschließen. Ludwig von Baden blockierte Villars an den Linien von Stollhofen, worauf dieser nach Osten zog, um sich mit Frankreichs neuem Verbündeten Maximilian II. Emanuel, Kurfürst von Bayern, zusammenzuschließen. Ludwig überließ die Weißenburger Linien kampflos den Franzosen. Die Bühne war bereitet für Tallard, um zu versuchen, Landau von der kaiserlichen Armee zurückzuerobern.